# Analog Horror

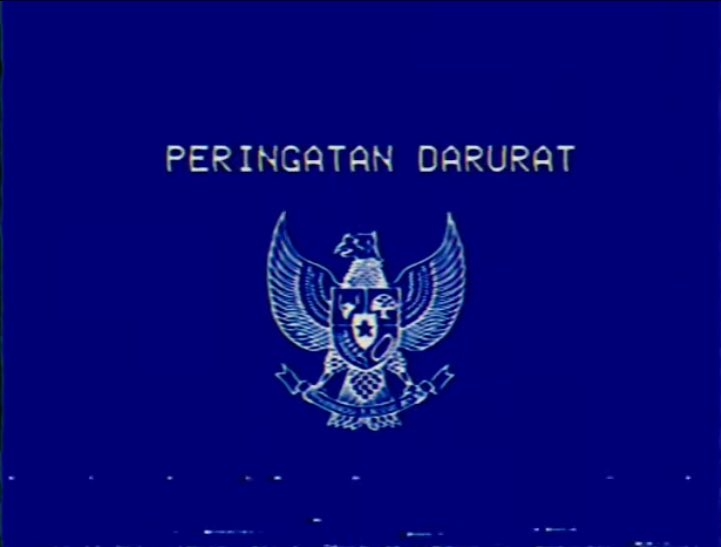
Konzept für ein nationales Warnsystem in Indonesien. Ursprünglich als analoger Horror konzipiert, wurde es während der Proteste gegen das indonesische Kommunalwahlgesetz 2024 als Symbol für Demokratie weithin verwendet.

Analog Horror ist ein Subgenre der Horror-Fiction und ein Ableger des Found-Footage-Filmgenres, das seinen Ursprung im Online-Horror der späten 2000er und frühen 2010er Jahre haben soll, darunter Creepypasta-Geschichten und Found-Footage-Serien wie No Through Road und Marble Hornets. Das Genre erlangte mit der Veröffentlichung von Kris Straubs Local 58 im Oktober 2015 größere Popularität, wobei der Slogan der Serie („ANALOG HORROR AT 476 MHz“) den Namen des Genres lieferte.

## Eigenschaften
Analog Horror zeichnet sich üblicherweise durch Low-Fidelity-Grafiken, kryptische Botschaften, wenig bis keine traditionellen Jump-Scares und einen visuellen Stil aus, der an das Fernsehen und analoge Aufnahmen des späten 20. Jahrhunderts erinnert. Dies geschieht, um dem Setting gerecht zu werden, da analoge Horrorwerke typischerweise zwischen den 1960er und 1990er Jahren angesiedelt sind oder Elemente aus dieser Zeit verwenden. Analog Horror zeichnet sich oft durch die Verwendung von Bild- und Tonverzerrungen sowie glitchartigen Effekten aus, die die technologischen Grenzen des Subgenres betonen und nachbilden. Der Name „Analog Horror“ leitet sich von der ästhetischen Einbindung von Elementen analoger Elektronik ab, wie beispielsweise analoges Fernsehen und VHS (Video Home System), ein analoges Verfahren zur Video- und Audioaufzeichnung.
Das Genre ist auch dafür bekannt, manipulierte, bereits existierende Medien aus der jeweiligen Zeit zu zeigen, wie beispielsweise in Serien wie The Mandela Catalogue. Oftmals nutzen analoge Horrorwerke die vermeintlichen Grenzen ihrer Formate zu ihrem Vorteil. Analoge Effekte und Grafiken verschleiern oder abstrahieren häufig Ereignisse, sodass die Zuschauer über das, was sie sehen, staunen und infolgedessen Angst bekommen. Werke wie The Backrooms nutzen die Einschränkungen der nachgebildeten Ausrüstung, um den Einsatz von Blender und Adobe After Effects zu verschleiern und die Serie optisch realistischer erscheinen zu lassen.
Analog Horror kann auch von Horrorfilmen wie The Ring (1998) und The Blair Witch Project (1999) beeinflusst sein. David Lynchs Inland Empire beeinflusste sowohl No Through Road als auch Petscop stark. Ersterer ist ein Kurzfilm, aus dem der analoge Horror stammt, und letzterer ist eine Webserie, die im analogen Horror verwurzelt ist.

## Geschichte
Analog Horror könnte als eine Form oder ein Nachkomme der Creepypasta-Legenden angesehen werden. Viele Creepypastas nahmen die Themen und die Präsentation analogen Horrors vorweg: Ben Drowned und NES Godzilla Creepypasta zeigten unter anderem manipuliertes oder konstruiertes Filmmaterial von „heimgesuchten“ Medien, und Candle Cove, eine Creepypasta aus dem Jahr 2009, konzentrierte sich auf eine mysteriöse Fernsehsendung.
Manche Kommentatoren haben Parallelen zwischen analogem Horror und Radio- und Fernsehprogrammen des 20. Jahrhunderts gezogen, die fiktive Geschichten im Stil von „Live-Nachrichtensendungen“ präsentierten, wie etwa Orson Welles’ Radioadaption von Krieg der Welten aus dem Jahr 1938 und die auf Video gedrehten Fernsehfilme Special Bulletin (1983), Ghostwatch (1992) und Without Warning (1994).
Das Subgenre entstand typischerweise zwischen den späten 2000er- und Mitte der 2010er-Jahre durch Internetvideos (hauptsächlich auf YouTube), insbesondere durch Steven Chamberlains No Through Road im Januar 2009, und erlangte im englischsprachigen Internet mit der Veröffentlichung von Kris Straubs Local 58 im Oktober 2015 erhebliche Popularität; der Slogan der Serie („ANALOG HORROR AT 476 MHz“) gab dem Genre seinen Namen. „Local 58“, das schnell erfolgreich wurde, inspirierte spätere Werke wie The Mandela Catalogue und The Walten Files. Ein anderer YouTube-Kanal, der polnischsprachige „Kraina Grzybów TV“, nahm viele Motive des Genres vorweg, indem er im Dezember 2013 begann, Videos im Stil eines Fernsehprogramms der 1990er-Jahre zu veröffentlichen, die verstörende und surreale Bilder enthielten.
Einige analoge Horrorserien wurden für verschiedene Medien adaptiert. Im Jahr 2020 kündigte Netflix an, den analogen Horror-Podcast Archive 81 in eine gleichnamige Serie zu adaptieren. Trotz positiver Resonanz wurde die Serie nach nur einer Staffel abgesetzt.
2015 erschien ein Film über Marble Hornets, der im selben Setting spielt und negativ aufgenommen wurde. Für 2023 wurde eine Verfilmung von The Backrooms angekündigt, bei der Kane Parsons Regie führen soll.
Am 21. August 2024 erregte ein kurzes Video, das einem EAS ähnelte, mit dem Titel EAS Indonesia Concept (24. Oktober 1991), ANM-021 (Mesem) – First Encounter, in den indonesischen sozialen Medien große Aufmerksamkeit. Das Video wurde zur Unterstützung der Demokratiebewegungen in Indonesien gepostet. Das weit verbreitete Teilen des Symbols auf Plattformen wie Instagram, Twitter (X) und WhatsApp war eine Form des Protests gegen den Versuch des Repräsentantenhauses, die Entscheidung des Verfassungsgerichts bezüglich der regionalen Wahlgesetze aufzuheben. Das analoge Horrorvideo, das für die Mobilisierung der Bürger zu den landesweiten Protesten am 22. August 2024 von zentraler Bedeutung war, wurde zu einem wichtigen Impulsgeber und treibenden Motor für Demonstrationen in ganz Indonesien. Viele prodemokratische Aktivisten, darunter Persönlichkeiten aus dem öffentlichen Leben und der Politik, übernahmen das kurze Video und seine Screenshots und teilten sie auf Social-Media-Plattformen. Das Bild wurde bei den indonesischen Protesten 2025 wiederverwendet, wobei die blaue Farbe durch Schwarz ersetzt wurde, um die Dringlichkeit zu verdeutlichen.

## Beispiele

### No Through Road
No Through Road ist eine YouTube-Serie, die 2009 vom damals 17-jährigen Steven Chamberlain aus Hertfordshire, England, erstellt wurde. Die Serie spielt in der realen privaten Sackgasse am Eingang der Broomhall Farm und folgt vier Teenagern, die nachts nach Hause fahren und sich in einer Raum-Zeit-Schleife gefangen finden. Sie passieren immer wieder dieselben zwei Straßenschilder, die eine Kreuzung markieren, die die Dörfer Benington und Watton zwischen kilometerlanger Landschaft trennt, während sie von einer Gestalt bedroht werden, die die Schleife zurück zu einem Torbogen am Straßeneingang manipulieren kann. Weitere Handlungsaspekte sind der Diebstahl sämtlicher Filmaufnahmen der Ereignisse vom MI6 und deren Upload auf YouTube.
No Through Road besteht aus vier Kurzfilmen und hat Kultstatus erreicht und gilt als grundlegendes Werk des analogen Horror-Genres.

### Marble Hornets
Marble Hornets ist eine 2009 erstellte YouTube-Serie zum Thema Alternate Reality Game, die auf der Creepypasta Slender Man basiert. Die von Troy Wagner und Joseph DeLage produzierte Serie folgt Jay Merrick (Wagner), der versucht herauszufinden, was mit seinem Freund Alex Kralie (DeLage) während der Produktion von Alex‘ Studentenfilm „Marble Hornets“ passiert ist. Jay sieht sich Aufnahmen der Filmproduktion an und lädt sie als verschiedene Einträge auf YouTube hoch, aus denen hervorgeht, dass Alex von einem schwer fassbaren Wesen namens „The Operator“ verfolgt wurde. Zu den Aspekten der Serie, die sie dem Subgenre des analogen Horrors zuordnen, gehören die Verwendung von Videobändern sowie die Implementierung eines zweiten Kanals für die Serie mit dem Titel „totheark“, in dem kryptische Codes und Nachrichten in unkonventionelle Videobearbeitung eingebettet werden. Zu den Marble Hornets erschien 2015 ein Spin-off-Film mit dem Titel „The Operator – Eine Marble Hornets Story“, der jedoch negativ aufgenommen wurde. Kritiker bemerkten, dass sich die Serie sowohl aus erzählerischer als auch aus technischer Sicht nicht gut auf die Leinwand übertragen ließ.

### Kraina Grzybów
Kraina Grzybów ist eine polnische YouTube-Webserie von Wiktor Stribog. Die Serie erzählt die Geschichte einer mysteriösen Piratensendung, die von einem Mädchen namens Agatka und ihrem Eichhörnchenfreund Małgosia moderiert wird. Kraina Grzybów ist in der Ästhetik alter polnischer Fernsehserien aus der kommunistischen Ära gestaltet.

### Local 58
Kris Straubs Local 58 ist eine YouTube-Videoserie, die authentische Videoaufnahmen eines Fernsehsenders präsentiert, der über Jahrzehnte hinweg kontinuierlich gekapert wurde. Obwohl die Serie keine Haupthandlung hat, enthalten die Folgen Botschaften zum Blick auf den Mond oder den Nachthimmel sowie die im Universum angesiedelte Thought Research Initiative (TRI). Local 58s erstes Video „Weather Service“ wurde 2015 als eigenständiger Kurzfilm veröffentlicht und 2017 dem eigenen YouTube-Kanal hinzugefügt.
Local 58 wird häufig als Erfinder und/oder Popularisierer des analogen Horrors bezeichnet. Darüber hinaus ist die Serie mit ihrem Slogan „ANALOG HORROR AT 476 MHz“ für die Namensgebung des Genres verantwortlich.

### CH/SS
CH/SS ist eine YouTube-Serie, die erstmals 2016 veröffentlicht wurde. Sie wurde von Turkey Lenin III erstellt, einem singapurischen Nutzer, der zum Zeitpunkt des ersten Uploads 15 Jahre alt war. Die Serie beginnt mit verschiedenen Uploads eines von der US-Regierung geförderten Fernsehsenders für psychische Gesundheit. Im weiteren Verlauf werden Details und Geheimnisse über den wahren Hintergrund des Senders enthüllt, wobei ein mysteriöses Wesen auftaucht, das dessen Programme ständig stört und seine Macher verfolgt. Neben den YouTube-Videos enthält die CH/SS-Geschichte zusätzliche Inhalte, die über MediaFire-Download-Links und einen zugehörigen Twitter-Account bereitgestellt werden.

### Archive 81
Archive 81 ist ein Horror-Podcast von Dan Powell und Marc Sollinger aus dem Jahr 2016. Im Mittelpunkt steht der Archivar Dan, der kürzlich eine Stelle beim Housing Historical Committee of New York angetreten hat und von seinem Chef angewiesen wird, sein Leben ständig aufzuzeichnen. Dan nimmt sich selbst auf, während er sich mehrere Interviewbänder von Melody Pendras anhört und sortiert, die ihre Gespräche mit Bewohnern eines Apartmentkomplexes dokumentieren. Es stellt sich heraus, dass diese Aufnahmen von Dan bei seiner Arbeit Bänder sind, die sein Freund Marc nun anhört, da Dan verschwunden ist und Marc herausfinden möchte, was mit ihm passiert ist. Der Podcast wurde 2016 als Netflix-Originalserie adaptiert. Die Netflix-Serie wurde nach einer Staffel abgesetzt.

### Gemini Home Entertainment
Gemini Home Entertainment ist eine Horror-Anthologie-Serie von Remy Abode, die erstmals 2019 veröffentlicht wurde. Im Mittelpunkt steht das gleichnamige Unternehmen Gemini Home Entertainment, ein fiktiver VHS-Vertrieb, der zahlreiche anomale Vorfälle auf der ganzen Welt beschreibt, darunter das Auftauchen verschiedener gefährlicher außerirdischer Kreaturen in den USA und einen anhaltenden Angriff auf das Sonnensystem durch „The Iris“, einen empfindungsfähigen Schurkenplaneten, der die Wesenheiten zur Erde schickte, um den Planeten und die Menschheit zu unterwerfen. Die Kreatur des „Woodcrawler“ in der Serie ist stark von den Mythen der amerikanischen Ureinwohner über Skinwalker und Wendigo inspiriert.

### Eventide Media Center
Eventide Media Center war eine Horror-Anthologie-Serie von Aidan Chick aus dem Jahr 2020. Die Serie war als „lokale Sammlung“ einer öffentlichen Bibliothek in der fiktiven Stadt Eventide Valley, Massachusetts, konzipiert. Jede Folge konzentrierte sich auf ein anderes Ereignis oder Monster, das in Eventide Valley oder anderen fiktiven Städten des Bundesstaates haust. Die Folgen der Serie enthielten häufig Enthüllungen und schwarzen Humor. So ist beispielsweise die Folge „Midnight Movie“ eine Aufnahme des Abspanns eines Monsterfilms aus den 1950er Jahren, der in Somberville, Massachusetts (einer fiktiven Version von Somerville) produziert wurde. Fast die gesamte Besetzung wird in einem Memoriam-Abschnitt aufgeführt. Der Filmtitel lautet „Angriff der Somberville-Spinnen“, und das Filmmaterial spult zur Schlussszene zurück, in der eine Kamerafrau von einer Riesenspinne angegriffen wird. Der Film wird dann durch eine Werbung für ein im Universum vorkommendes Schädlingsbekämpfungsmittel namens „Spider Shield“ unterbrochen.
Im Jahr 2022, kurz vor Produktionsbeginn der zweiten Staffel, wurde die Serie aufgrund von Kontroversen um das Ende der Episode „Crimson Creek“ abgesetzt, in der ein Angriff einer unheimlichen Abscheulichkeit auf eine Schule von den Nachrichtenagenturen als Schulschießerei vertuscht wird, möglicherweise in Anlehnung an die Verschwörungstheorien zur Schießerei an der Sandy Hook Grundschule. Aidan Chick entfernte das Video am Tag des Hochladens und veröffentlichte später die restlichen Folgen der Serie zusammen mit seinen anderen analogen Horrorserien, darunter Analog Archives und Rocket Records.

### The Walten Files
The Walten Files ist eine animierte YouTube-Serie, die teilweise von der Five Nights at Freddy's-Reihe und deren analogen Horroradaptionen inspiriert ist. Sie wurde vom chilenischen Internetstar Martín Paredes kreiert. Präsentiert wird sie als Found Footage aus dem fiktiven Restaurant Bon's Burgers, das animatronische Unterhaltung bot und von der fiktiven Bunny Smiles Incorporated produziert wurde. Die Geschichte konzentriert sich auf die Hintergrundgeschichte des Restaurants und seiner Gründer Jack Walten und Felix Kranken sowie auf die vielen Geheimnisse hinter seiner rätselhaften Schließung und seinem Verschwinden.

### The Mandela Catalogue
The Mandela Catalogue ist eine YouTube-Serie, die 2021 vom 21-jährigen Alex Kister aus Hubertus, Wisconsin, erstellt wurde. Es spielt im fiktiven Mandela County im Bundesstaat Wisconsin in den 1990er und 2000er Jahren, das durch die Präsenz von „Alternates“ bedroht ist, Doppelgängern, die ihre Opfer zum Selbstmord zwingen und audiovisuelle Medien manipulieren können. Zu den weiteren Handlungsaspekten gehört, dass Luzifer sich als biblischer Erzengel Gabriel verkleidet, was durch verändertes Filmmaterial von Episoden aus The Beginner's Bible gezeigt wird. The Mandela Catalogue besteht aus achtzehn Folgen und wurde durch Analyse- und Reaktionsvideos online populär.

### The Smile Tapes
The Smile Tapes (stilisiert als The SMILE Tapes) ist eine analoge Horrorserie von Patorikku aus dem Jahr 2021. Die Geschichte spielt Mitte der 1990er Jahre in den USA und dreht sich um eine fiktive neue Droge namens „SMILE“, die auf dem Schwarzmarkt im Umlauf ist. Der Konsum der Droge führt bei ihren Konsumenten zu gewalttätigem Verhalten und bringt sie dazu, unkontrolliert zu lachen und zu lächeln. Im Verlauf der Serie stellt sich heraus, dass SMILE tatsächlich die Sporen eines außerirdischen pilzähnlichen Organismus sind, der im Asteroidengürtel beheimatet ist. Die Serie wurde vom Pilz Ophiocordyceps unilateralis inspiriert, einer Pilzart, die dafür bekannt ist, Ameisen zu infizieren und ihr Verhalten zu verändern.

### The Monument Mythos
The Monument Mythos ist eine YouTube-Webserie, die in verschiedenen alternativen Geschichtsversionen der Vereinigten Staaten spielt. Die Prämissen umfassen James Deans Präsidentschaft, der die US-Präsidentschaftswahlen 1968 anstelle von Richard Nixon gewann, einen alternativen Ursprung von Freedom und Martin Luther King Jr., der seiner Ermordung entging. Die Episoden sind im Found-Footage- und Mockumentary-Format gehalten und drehen sich um amerikanische Nationaldenkmäler, die im Zusammenhang mit ungewöhnlichen Vorfällen dargestellt werden. Dabei werden fiktive Verschwörungstheorien verwendet, wie etwa das Verschwinden von Einwanderern in der Nähe der Freiheitsstatue, Zeitreisen/Teleportation, ein seltsames astronomisches Phänomen über den Pyramiden von Gizeh und eine mysteriöse Infektion, die Menschen in der Nähe des Mount Rushmore befällt.

### Midwest Angelica
Midwest Angelica ist eine YouTube-Horrorserie, die 2022 auf dem Kanal Midwest Angelica veröffentlicht und von Team AQ produziert wurde. Die Geschichte spielt im Jahr 1999, als eine Regierungsorganisation namens H.O.M.E (Heavenly Operation Material Examination), die ein außerirdisches Wesen mit dem Codenamen „AZ-001“ erforschen soll, Kontakt mit AZ-001 aufnimmt, als dieses die Erdatmosphäre erreicht. Die Serie ist von christlichen Schriften und Neon Genesis Evangelion inspiriert.

### Backrooms
Im Januar 2022 lud der damals 16-jährige Kane Parsons aus Nordkalifornien, online bekannt als Kane Pixels, einen kurzen Horrorfilm mit dem Titel The Backrooms (Found Footage) auf YouTube hoch. Der Film basiert auf der gleichnamigen Creepypasta, wurde mit der Software Blender und Adobe After Effects gedreht und präsentiert sich als VHS-Kassette, aufgenommen von einem Filmemacher, der in den 1990er-Jahren versehentlich die „Backrooms“ betritt und von einem Monster verfolgt wird. Später wurde daraus eine Serie von 18 Kurzfilmen, die die Mitarbeiter eines Unternehmens bei ihren Ermittlungen in den „Backrooms“ begleiten. Parsons erhielt für die Serie bei den Streamy Awards 2022 von den The Game Theorists einen Creator Honors.
Nach positiven Kritiken gab A24 am 6. Februar 2023 bekannt, dass man an einer Verfilmung von Backrooms basierend auf Parsons' Videos arbeite, bei der Parsons die Regie übernehmen soll. Roberto Patino soll das Drehbuch schreiben, während James Wan, Michael Clear von Atomic Monster, Shawn Levy, Dan Cohen und Dan Levine von 21 Laps die Produktion übernehmen.

### Skinamarink
Skinamarink, geschrieben und inszeniert von Kyle Edward Ball, ist ein übernatürlicher Horrorfilm, der 2022 beim Fantasia Film Festival Premiere feierte. Mit experimentellen Techniken erzählt er die Geschichte der beiden kleinen Kinder Kevin und Kaylee, die miterleben, wie Türen und Fenster ihres Hauses verschwinden. Auch ihre Eltern werden vermisst, und der Film konzentriert sich auf die beiden, die versuchen, die Natur des übernatürlichen Wesens zu verstehen, das in ihr Haus eingedrungen ist. Mit einem Crowdfunding-Budget von 15.000 US-Dollar vermittelt der Film seine Horrorthemen aus unkonventionellen Perspektiven und Blickwinkeln, um die Erfahrungen seiner kindlichen Protagonisten bestmöglich zu simulieren. Unter Berücksichtigung des Budgets konnten die Filmemacher für die Beleuchtung und die Dreharbeiten in Balls Elternhaus das nutzen, was ihnen zur Verfügung stand. Ein Großteil des Films wurde mit einem Röhrenfernseher beleuchtet. Um analoge Horrormerkmale zu verkörpern, simulieren Bild und Sounddesign des Films die Qualität von VHS-Kassetten. Skinamarink verwendet außerdem eine Reihe von Spielzeugen aus den 90er-Jahren, den bereits erwähnten Röhrenfernseher und ältere Zeichentrickfilme, um im Subgenre des analogen Horrors zu arbeiten.

### Angel Hare
Angel Hare wurde von den Schwestern Hannah und Rachel Mangan (East Patch Productions) kreiert und ist von christlichen Zeichentrickfilmen inspiriert. Die Zeichentrickserie zeigt den engelsgleichen Hasen Gabby und ihren Dachsgefährten Francis in den Hauptrollen. Serienprotagonist Jonah, der den Zeichentrickfilm als Kind gesehen hat, beginnt, Filmmaterial auf YouTube hochzuladen, nachdem ihm aufgefallen ist, dass seine persönliche VHS-Kopie der Serie von der aus dem Secondhandladen abweicht. Beim erneuten Ansehen der Serie erkennt Jonah, dass seine Kopie des Zeichentrickfilms den jungen Jonah direkt angesprochen und ihm Ratschläge gegeben hat, wie er mit Missbrauch durch eine Elternfigur umgehen soll.